# Liste der Stadtpräsidenten von Breslau

Wappen Breslaus

Liste Stadtpräsident der Stadt Breslau seit 1945

## Liste
1. Bolesław Drobner (14. März 1945–9. Juni 1945)
2. Aleksander Wachniewski (13. Juni 1945–15. Februar 1947)
3. Bronisław Kupczyński (15. Februar 1947 – VI 1950)
4. Marian Czuliński (6. Dezember 1973–31. Mai 1975)
5. Stanisław Apoznański (25. Mai 1984–13. Dezember 1985)
6. Stefan Skąpski (26. März 1986–4. Juni 1990)
7. Bogdan Zdrojewski (5. Juni 1990–8. Mai 2001)
8. Stanisław Huskowski (8. Mai 2001–19. November 2002)
9. Rafał Dutkiewicz (19. November 2002–19. November 2018)
10. Jacek Sutryk (19. November 2018–)

### Vorsitzender des Präsidiums
1. Józef Barczyk (VI 1950 – XI 1952)
2. Marian Dryll (XI 1952 – IV 1956)

### Vorsitzender des Rates
1. Eugeniusz Król (4. April 1956–2. Februar 1958)
2. Bolesław Iwaszkiewicz (2. Februar 1958–7. Juni 1969)
3. Stanisław Panek (7. Juni 1969–6. Dezember 1972)
4. Marian Czuliński (6. Dezember 1972–6. Dezember 1973)

### Woiwoden
1. Zbigniew Nadratowski (1975–1979)
2. Janusz Owczarek (1979–1984)